# Tomitarō Makino
Tomitarō Makino (jap. 牧野 富太郎 Makino Tomitarō; ur. 24 kwietnia 1862 w Sakawa, w prefekturze Kōchi, zm. 18 stycznia 1957 w Tokio) – japoński botanik nazywany ojcem japońskiej botaniki.
Standardową skróconą formą autora, używaną do wskazania przy cytowaniu nazw botanicznych, jest Makino.

## Życiorys
Syn wytwórcy sake. Rodzice zmarli zanim skończył pięć lat i wychowywała go babcia. Po przerwaniu szkoły podstawowej samodzielnie uczył się botaniki. 
W 1884 roku Makino przeniósł się do Tokio i uczęszczał na wykłady Ryōkichiego Yatabe (1851–1899) na Uniwersytecie Tokijskim. 
W 1888 roku Makino wydał własnym kosztem Nippon shokubutsu-shi zu-hen (Historia naturalna roślin japońskich z ilustracjami). 
W 1893 roku został asystentem (pomimo braku studiów) na Uniwersytecie Cesarskim (Tokijskim), a w 1912 wykładowcą. W 1927 roku otrzymał doktorat nauk ścisłych, a w 1950 roku został członkiem Akademii Japońskiej. 
Pośmiertnie odznaczony Orderem Kultury. Przyczynił się do rozwoju botaniki japońskiej, odkrywając i nazywając nowe gatunki roślin. Przez cale życie tworzył zielnik, który zawierał 400 000 eksponatów. Jest on przechowywany na Tokyo Metropolitan University. Opiekują się nim studenci Wydziału Nauk Biologicznych.

## Publikacje
Do najważniejszych prac należy Makino shin Nihon shokubutsu zukan (ang. Makino's New Illustrated Flora of Japan), której pierwsze wydanie ukazało się w 1940 roku. Publikacja ma ponad 1000 stron, na każdej stronie jest umieszczony opis i ilustracje trzech roślin. Opisuje ponad 6000 roślin.

## Upamiętnienie
- Ogród Botaniczny Makino został otwarty w 1958 roku w Kōchi[10].
- Jego imieniem nazwano odkrytą w 1990 roku przez Tsutomu Seki planetoidę (6606) Makino[11][12]
- 24 kwietnia w dniu urodzin Makino jest w Japonii obchodzony Dzień Botaniki[13].
- 24 kwietnia 2009 roku z okazji urodzin Makino w Japonii Google zaprezentowało specjalną wersję Doodle[14].